# La Vila de Vaucança
Villevocance és un municipi francès situat al departament de l'Ardecha i a la regió d'Alvèrnia-Roine-Alps. L'any 2007 tenia 1.159 habitants.

## Demografia

### Població
El 2007 la població de fet de Villevocance era de 1.159 persones. Hi havia 463 famílies de les quals 109 eren unipersonals (41 homes vivint sols i 68 dones vivint soles), 147 parelles sense fills, 181 parelles amb fills i 26 famílies monoparentals amb fills.
La població ha evolucionat segons el següent gràfic:
Habitants censats

### Habitatges
El 2007 hi havia 536 habitatges, 465 eren l'habitatge principal de la família, 25 eren segones residències i 46 estaven desocupats. 471 eren cases i 52 eren apartaments. Dels 465 habitatges principals, 360 estaven ocupats pels seus propietaris, 95 estaven llogats i ocupats pels llogaters i 10 estaven cedits a títol gratuït; 13 tenien una cambra, 23 en tenien dues, 83 en tenien tres, 203 en tenien quatre i 144 en tenien cinc o més. 365 habitatges disposaven pel capbaix d'una plaça de pàrquing. A 150 habitatges hi havia un automòbil i a 278 n'hi havia dos o més.

### Piràmide de població
La piràmide de població per edats i sexe el 2009 era:
| Homes | Edats   | Dones |
| ----- | ------- | ----- |
| 0     | 95 o +  | 0     |
| 0     | 90 a 94 | 0     |
| 4     | 85 a 89 | 4     |
| 4     | 80 a 84 | 12    |
| 16    | 75 a 79 | 12    |
| 24    | 70 a 74 | 20    |
| 20    | 65 a 69 | 20    |
| 24    | 60 a 64 | 24    |
| 20    | 55 a 59 | 28    |
| 40    | 50 a 54 | 32    |
| 44    | 45 a 49 | 56    |
| 32    | 40 a 44 | 32    |
| 52    | 35 a 39 | 56    |
| 40    | 30 a 34 | 44    |
| 36    | 25 a 29 | 44    |
| 44    | 20 a 24 | 20    |
| 36    | 15 a 19 | 24    |
| 32    | 10 a 14 | 36    |
| 60    | 5 a 9   | 56    |
| 8     | 0 a 4   | 20    |

## Economia
El 2007 la població en edat de treballar era de 777 persones, 556 eren actives i 221 eren inactives. De les 556 persones actives 512 estaven ocupades (283 homes i 229 dones) i 44 estaven aturades (15 homes i 29 dones). De les 221 persones inactives 94 estaven jubilades, 58 estaven estudiant i 69 estaven classificades com a «altres inactius».

### Ingressos
El 2009 a Villevocance hi havia 479 unitats fiscals que integraven 1.238 persones, la mediana anual d'ingressos fiscals per persona era de 16.700 €.

### Activitats econòmiques
Dels 39 establiments que hi havia el 2007, 1 era d'una empresa extractiva, 1 d'una empresa alimentària, 5 d'empreses de fabricació d'altres productes industrials, 2 d'empreses de construcció, 13 d'empreses de comerç i reparació d'automòbils, 2 d'empreses de transport, 3 d'empreses d'hostatgeria i restauració, 2 d'empreses immobiliàries, 5 d'entitats de l'administració pública i 5 d'empreses classificades com a «altres activitats de serveis».
Dels 5 establiments de servei als particulars que hi havia el 2009, 1 era una oficina de correu, 1 taller de reparació d'automòbils i de material agrícola, 1 fusteria i 2 perruqueries.
Dels 5 establiments comercials que hi havia el 2009, 1 era una botiga de menys de 120 m², 1 una fleca, 1 una carnisseria, 1 una botiga de roba i 1 una floristeria.
L'any 2000 a Villevocance hi havia 13 explotacions agrícoles que ocupaven un total de 115 hectàrees.

## Equipaments sanitaris i escolars
L'únic equipament sanitari que hi havia el 2009 era una farmàcia.
El 2009 hi havia 2 escoles elementals.

## Poblacions més properes
El següent diagrama mostra les poblacions més properes.